# إسرائيل الكبرى

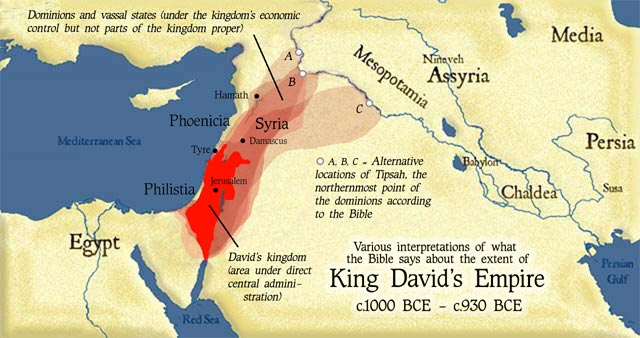
مملكة داوود المفترضة عند موته حسب التناخ والخريطة قريبة من ما يسمى إسرائيل الكبرى

إسرائيل الكبرى أو أرض إسرائيل الكاملة ארץ ישראל השלמה  عبارة تشير لحدود إسرائيل حسب التفسير اليهودي للتوراة كما في سفر التكوين 15:18-21 حيث يذكر عهد الله مع إبراهيم:
18 فِي ذَلِكَ الْيَوْمِ عَقَدَ اللهُ مِيثَاقاً مَعْ أَبْرَامَ قَائِلاً: «سَأُعْطِي نَسْلَكَ هَذِهِ الأَرْضَ مِنْ وَادِي الْعَرِيشِ إِلَى النَّهْرِ الْكَبِيرِ، نَهْرِ الْفُرَاتِ.
19 أَرْضَ الْقَيْنِيِّينَ وَالْقَنِزِّيِّينَ، وَالْقَدْمُونِيِّينَ
20 وَالْحِثِّيِّينَ وَالْفَرِزِّيِّينَ وَالرَّفَائِيِّينَ
21 وَالأَمُورِيِّينَ وَالْكَنْعَانِيِّينَ وَالْجِرْجَاشِيِّينَ وَالْيَبُوسِيِّينَ».
وفي سفر التكوين 15: 18 في ذلك اليوم قطع الرب مع إبراهيم ميثاقا قائلا: لنسلك أعطي هذه الأرض من نهر مصر إلى النهر الكبير نهر الفرات.
حسب هذا الإدعاء، تشمل حدود أرض إسرائيل كل الأراضي المحتلة عام 1948والضفة الغربية وقطاع غزة ومرتفعات الجولان.
في الوقت الحالي، فإن التعريف الأكثر شيوعًا للأرض المشمولة بالمصطلح هو أراضي «دولة إسرائيل» سويةً مع الأراضي الفلسطينية. يشمل التعريف السابق، الذي تفضله الصهيونية التصحيحية، أراضي إمارة شرق الأردن السابقة. تشير الاستخدامات الدينية لمصطلح «إسرائيل الكبرى» إلى أحد التعاريف التوراتية لأرض إسرائيل الموجودة في سفر التكوين 15: 18-21، سفر التثنية 11:24، سفر التثنية 1: 7، سر العدد 34: 1-15 أو سفر حزقيال 47: 13– 20.

## نبذة تاريخية

### أرض الميعاد
يشار إلى إسرائيل الكبرى في بعض الأحيان باسم أرض الميعاد (المعرفة في سفر التكوين 15: 18-21)، أو أرض إسرائيل، تدعى أيضًا أرض إسرائيل الكاملة أو كامل أرض إسرائيل (بالعبرية: ארץ ישראל השלמה). تعتبر هذه ترجمة أكثر دقة من «إسرائيل الكبرى»، والتي تستخدم باللغة الإنجليزية ولكن ليس لها أي نظير حقيقي في العبرية.
يحتوي التناخ (العهد القديم من الكتاب المقدس) على ثلاثة تعاريف جغرافية لأرض إسرائيل. يبدو أن التعريف الأول الموجود في سفر التكوين 15: 18-21 يحدد الأرض التي أعطيت لجميع أبناء إبراهيم، بما في ذلك إسماعيل وزمران ويقشان ومديان، إلخ. وهو يصف مساحة كبيرة «من جدول مصر إلى نهر الفرات»، التي تضم كل من إسرائيل الحديثة والأراضي الفلسطينية ولبنان وسوريا والأردن والعراق، وكذلك الكويت والسعودية والإمارات العربية المتحدة وسلطنة عمان واليمن ومعظم تركيا والأرض الواقعة شرق نهر النيل.
توجد التعاريف الأخرى في سفر التثنية 24:11 وسفر التثنية 1: 7 وسفر العدد 34: 1-15 وسفر حزقيال 47: 13-20. تصف هذه التعاريف مناطق أصغر (انظر الخريطة المدرجة في هذه المقالة). يشير التعريف الوارد في سفر العدد وسفر حزقيال إلى الأرض التي جرى تقسيمها بين القبائل الإثني عشر الأصلية لإسرائيل بعد استقدامهم من مصر، وأخيرا، فإن الحدود كما عُرِّفت في كتاب سفر التثنية هي تلك التي ستعطى لبني إسرائيل ببطء على مر السنين (انظر الخروج 23:29 والتثنية 7:22).

### فترة الانتداب البريطاني على فلسطين

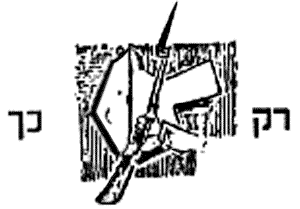
شعار منظمة الإرجون (المعروف أيضًا باسمه المختصر ايتزيل)

تَعتَبر جماعات الصهيونية التصحيحية المبكرة مثل حركة بيتار ومنظمة الإرجون، أراضي الانتداب على فلسطين بما في ذلك شرق الأردن على أنها إسرائيل الكبرى.
في عام 1937، أوصت لجنة بيل بتقسيم فلسطين الانتدابية. في رسالة إلى ابنه في وقت لاحق من ذلك العام، صرّح ديفيد بن غوريون أن التقسيم سيكون مقبولًا ولكن كخطوة أولى. كتب بن غوريون «هذا بسبب أن هذه الحيازة المتزايدة ليست ذات أهمية في حد ذاتها فحسب، بل لأنه من خلالها نزيد من قوتنا، وكل زيادة في القوة تساعد في حيازة الأرض ككل. إقامة الدولة، حتى لو كانت فقط على جزء من الأرض، هي التعزيز الأقصى لقوتنا في الوقت الحالي ودفعة قوية لمساعينا التاريخية لتحرير البلد بأكمله». أعرب بن غوريون عن الرأي نفسه في مناسبات أخرى، مثل الاجتماع التنفيذي للوكالة اليهودية في يونيو 1938، وكذلك فعل حاييم وايزمان. قال بن غوريون: «سنحطم هذه الحدود التي تُفرض علينا، وليس بالضرورة عن طريق الحرب. أعتقد أنه يمكن التوصل إلى اتفاق بيننا وبين الدولة العربية في مستقبل غير بعيد».

### الفترة المبكرة لدولة إسرائيل
كتب جويل غرينبيرغ في صحيفة نيويورك تايمز: «عند تأسيس إسرائيل في عام 1948، قبلت قيادة الصهيونية الاشتراكية (أو العمالية)، التي استمرت في حكم إسرائيل في العقود الثلاثة الأولى من الاستقلال، التقسيم العملي لما كان سابقًا فلسطين البريطانية إلى دولتين مستقلتين يهودية وعربية: سعى الصهاينة التصحيحيون المعارضون، الذين تطوروا ليصبحوا حزب الليكود اليوم، إلى قيام إسرائيل الكبرى، أو حرفيًا، أرض إسرائيل الكاملة Eretz Yisrael HaShlema (shalem تعني مكتمل). أدى الاستيلاء على الضفة الغربية وقطاع غزة من الأردن ومصر خلال حرب الأيام الستة عام 1967 إلى نمو حركة إسرائيل الكبرى غير البرلمانية وبناء المستوطنات الإسرائيلية. كان لانتخابات عام 1977، التي أوصلت حزب الليكود إلى السلطة، تأثير كبير على قبول ورفض المصطلح. يلاحظ غرينبرغ:
زُرعت البذرة في عام 1977، عندما أوصل مناحم بيجن حزب الليكود إلى السلطة لأول مرة في انتصار مذهل على حزب العمل. قبل عقد من الزمان، في حرب عام 1967، ألغت القوات الإسرائيلية فعليًا التقسيم الذي جرى قبوله عام 1948 من خلال اجتياح الضفة الغربية وقطاع غزة. منذ ذلك الحين، كان السيد بيجن يبشر بالولاء المطلق لما أسماه يهودا والسامرة (الضفة الغربية) وروج للاستيطان اليهودي هناك. لكنه لم يضم الضفة الغربية وقطاع غزة لإسرائيل بعد توليه منصبه، عاكسًا بذلك اعترافًا بأن استيعاب الفلسطينيين يمكن أن يحول إسرائيل إلى دولة ثنائية القومية بدلاً من دولة يهودية.
كان إسحاق شامير من المؤيدين المخلصين لإسرائيل الكبرى ومنح بصفته رئيس الوزراء الإسرائيلي حركة الاستيطان التمويل والشرعية الحكومية الإسرائيلية.

## اليوم الحاضر
في مقابلة أجراها مع جون ميلر من محطة ABC في مايو من عام 1998، أشار أسامة بن لادن إلى ما اعتبره «خططًا صهيونية لتوسيع ما يسمى بإسرائيل الكبرى ... لتحقيق سيطرة كاملة على شبه الجزيرة العربية التي يعتزمون جعلها جزءًا مهمًا مما يسمى إسرائيل الكبرى». في حين لم يكن ذلك ذريعته الرئيسية، فقد عدَّ بن لادن ما اعتبره دعمًا أمريكيًا وغربيًا لمثل هذا المخطط دافعًا إضافيًا لدعوته لشن حرب ضد أمريكا وحلفائها.
كان ضم الضفة الغربية وقطاع غزة جزءًا من برنامج حزب الليكود الإسرائيلي وبعض الأحزاب السياسية الإسرائيلية الأخرى. في 14 سبتمبر 2008، لاحظ رئيس الوزراء الإسرائيلي إيهود أولمرت أن «إسرائيل الكبرى قد انتهت. لا يوجد شيء من هذا القبيل. أي شخص يتحدث بهذه الطريقة يخدع نفسه».
عمل مائير كاهانا، وهو عضو قومي متطرف في الكنيست، والذي أسس رابطة الدفاع اليهودية الأمريكية وحزب كاخ الإسرائيلي المحظور، نحو إسرائيل الكبرى وغيرها من الأهداف الصهيونية الدينية.
حاليًا في إسرائيل، وفي خضم الجدال حول حدود إسرائيل، يُستخدم مصطلح «إسرائيل الكبرى» عمومًا للإشارة إلى أراضي دولة إسرائيل والأراضي الفلسطينية وهي الأراضي المشتركة لفلسطين الانتدابية السابقة. غير أنه بسبب الطبيعة المثيرة للجدل للمصطلح، غالبًا ما يُستخدم مصطلح أرض إسرائيل عوضًا عنه.

### الجدل حول القطعة النقدية 10 أغورات
اتُهم الصهاينة ودولة إسرائيل بالتخطيط لتوسيع إسرائيل من النيل إلى الفرات. سُمي هذا الجدل، بالجدل حول 10 اغورة كنايةً عن العملة الإسرائيلية الذي أبرزها رئيس منظمة التحرير الفلسطينية ياسر عرفات في عام 1988 كدليل على هذا الاتهام. ينكر بنك إسرائيل نظرية المؤامرة هذه، لأن العملة هي نسخة طبق الأصل لعملة تاريخية يرجع تاريخها إلى 37-40 قبل الميلاد وأن «الخريطة» المزعومة هي في الواقع الشكل غير المنتظم للعملة القديمة.

### الجدل حول العلم الإسرائيلي
صرح منتقدو إسرائيل بأن الشرائط الزرقاء للعلم الإسرائيلي تمثل نهر النيل والفرات كحدود لأرض إسرائيل كما وعد الله اليهود وفقًا للنصوص الدينية. قُدِّم هذا الادعاء آنذاك من قِبل ياسر عرفات وإيران وحماس. ومع ذلك، فقد فند كل من الصهاينة والمعاديين للصهيونية ذلك الادعاء. يشير داني روبنشتاين إلى أن «عرفات ... أضاف، في المقابلات التي أجراها في الماضي، أن الخطين الزرقاوين على العلم الإسرائيلي يمثلان النيل والفرات ... لا يوجد إسرائيلي، حتى أولئك الذين يبدون تفهمهم لمحنة الفلسطينيين، سيقبل ... الهراء حول الشريطين الزرقاوين على العلم، والذي صُمِّم وفقًا لألوان شال التاليت التقليدي (شال الصلاة) ...»

### داخل الأوساط الأكاديمية
يوصي هيليل فايس، الأستاذ في جامعة بار-إيلان، «بضرورة» إعادة بناء معبد الهيكل وبسط الحكم اليهودي على إسرائيل الكبرى.

### داخل الأوساط السياسية
تجمع كنيست أرض إسرائيل، أحد أكبر جماعات الضغط (جماعات اللوبي) في الكنيست، هدفه الرئيسي هو تعزيز قبضة إسرائيل على الضفة الغربية.

## وصلات خارجية
- For The Land and The Lord: The Range of Disagreement within Jewish Fundamentalism, by Ian Lustick, chapter V and [https://web.archive.org/web/20051204101002/http://www.ssc.upenn.edu/polisci/faculty/data/lustick/for_the_land/lustick17.html